# Surveyor 1
Surveyor 1 va ser el primer mòdul de descens suau lunar del programa Surveyor de la National Aeronautics and Space Administration (NASA, Estats Units). Aquest mòdul de descens suau lunar va recollir dades sobre la superfície lunar que es necessitarien per als allunatges tripulats Apollo que van començar el 1969. L'aterratge suau i reeixit de Surveyor 1 a Oceanus Procellarum va ser la primera sonda espacial estatunidenca en aterrar un cos extraterrestre, que es va produir en el primer intent i només quatre mesos després del primer aterratge sobre la Lluna amb la sonda Luna 9 de la Unió Soviètica.
Surveyor 1 va ser llançat el 30 de maig de 1966, des de Cape Canaveral Air Force Station a Cap Canaveral, Florida, i va aterrar a la Lluna el 2 de juny de 1966. Surveyor 1 va transmetre 11.237 fotos de la superfície lunar cap a la Terra utilitzant una càmera de televisió i un sofisticat sistema de ràdio-telemetria.
El programa Surveyor va ser dirigit per la Jet Propulsion Laboratory, a Los Angeles County, California, però la sonda espacial completa va ser dissenyada i construïda per la Hughes Aircraft Company a El Segundo (Califòrnia).